# 라 포르투나역
라 포르투나 역(스페인어: La Fortuna)은 마드리드 지하철 11호선의 시종착역이다. 마드리드 지방 레가네스 시의 라포르투나 지역에 위치해 있다. 11호선 역 중에서는 유일하게 마드리드 외곽에 위치한 역이다. 요금구역상으로는 B1구역에 속한다.

## 역사
2007년부터 공사에 들어가 2010년 10월 5일에 문을 열었다. 개업과 동시에 11호선의 시종착역이 되었다.

## 환승 정보
역 주변에 버스 정류장이 세 곳 있다.
버스
- 레가네스 시내버스
  - 1번 노선 (주간)
- 시외버스
  - 483, 486, 487번 노선 (주간)
  - N802번 노선 (야간)

지하철
| 마드리드 지하철           | 마드리드 지하철        | 마드리드 지하철 |
| ------------------------- | ---------------------- | --------------- |
| 라 페세타 플라사 엘립티카 | 마드리드 지하철 11호선 | 시·종착역       |